# ألانا ديفيس
ألانا ديفيس (بالإنجليزية: Alana Davis)‏ هي مغنية أمريكية، ولدت في 6 مايو 1974.

## وصلات خارجية
- ألانا ديفيس على موقع IMDb (الإنجليزية)
- ألانا ديفيس على موقع ميوزك برينز (الإنجليزية)
- ألانا ديفيس على موقع ديسكوغز (الإنجليزية)
- ألانا ديفيس على موقع قاعدة بيانات الفيلم (الإنجليزية)